# Gregorio Salvador Elá
Gregorio Manuel Salvador Elá, noto semplicemente come Gregorio (Mongomo, 9 settembre 1981), è un ex calciatore equatoguineano, di ruolo difensore.

## Carriera

### Nazionale
Conta una presenza con la Nazionale equatoguineana.